# Гидробиологическая станция «Глубокое озеро»
Гидробиологическая станция «Глубокое озеро» — гидробиологическая станция на берегу озера Глубокое в Московской области на территории Рузского и Одинцовского городских округов.

## История
Биологическая станция на берегу озера основана Московским обществом испытателей природы в 1891 году, её днём рождения считается 1 августа. Самое старое здание станции построено в 1905 году.
Основателем станции стал председатель Отдела ихтиологии Императорского Русского Общества акклиматизации животных и растений, профессор зоологии Московского университета — Николай Юрьевич Зограф, имя которого и было ей присвоено в 1916 году в год 25-летия станции. Первым её заведующим стал будущий академик С. А. Зернов, затем станцию возглавляли известные учёные-биологи: Н. В. Воронков, Б. С. Грезе, А. В. Румянцев, Г. С. Карзинкин, А. П. Щербаков. На Глубокоозерской станции много лет издавался журнал «Труды гидробиологической станции на Глубоком озере».
С 1930 по 1939 год биостанция находилась в системе научных учреждений Главного гидрометеорологического управления и была объединена с подмосковной Косинской лимнологической станцией в единое учреждение. В 1939 году Биологическая станция была передана в Академию наук и вошла в состав Института эволюционной морфологии Академии наук СССР (ныне Институт проблем экологии и эволюции им. А. Н. Северцова Российской академии наук − ИПЭЭ РАН).
Во время Великой Отечественной войны всё ценное оборудование биостанции было спрятано по окрестным лесам, постройки станции использовались немецкими войсками в качестве госпиталя. В октябре-ноябре 1941 года вблизи озера также базировался Рузский партизанский отряд, база которого была разгромлена 20 ноября 1941 года частями 87-й немецкой пехотной дивизии, а комиссар отряда старший лейтенант НКВД С. И. Солнцев зверски убит немецкими солдатами (посмертно присвоено звание Героя Советского Союза).
В 1945 году озеро и его окрестности были включены в состав Глубоко-Истринского заповедника, ликвидированного в 1951 году. В 1966 году на этом месте был образован заказник областного значения, существующий до настоящего времени.